# 저팔계

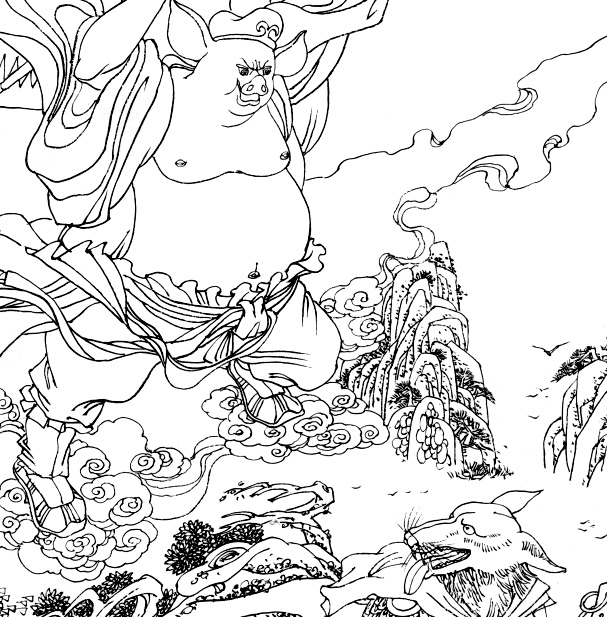
저팔계

저팔계(猪八戒, Zhu Bajie)는 중국의 4대 기서 가운데 하나인 《서유기》의 등장인물로, 본명은 저강렵(猪剛鬣), 법명은 저오능(猪悟能)이다. 팔계라는 이름은 삼장법사가 지어줬다.
저팔계는 당나라 삼장법사인 현장의 두 번째 제자가 되어, 손오공, 사오정 등과 함께 삼장법사를 보호하며, 현재의 인도, 즉 천축에 있는 뇌음사에 불경을 구하러 간다.
저팔계는 그 외모가 돼지의 머리에 덩치 큰 사람의 몸뚱이를 갖고 있다.

## 저팔계의 전생과 현생
전생의 저팔계는 천계의 은하수를 다스리던 천봉원수였다. 그러던 중 천봉원수는 월궁(달나라) 항아를 술김에 희롱하여 옥황상제의 노염을 사 죗값으로 인간세상으로 쫓겨난다.
인간 세상으로 떨어지던 중 길을 잘못 들어 인간이 아닌 암퇘지의 뱃속으로 떨어져 돼지의 모습으로 태어나게 되어 복릉산 운잔동이란 동굴에서 지나가는 나그네를 잡아먹으며 살아간다.
그러던 중 관세음보살과 혜안 행자를 만나 불문에 입문하여 돼지 저(猪)에 깨달음 오(悟) 능할 능(能)자를 써서 '저오능'이라는 법명을 얻게 된다. 또한 불제자에게 금지된 다섯 가지 음식과 도가에서 금하는 세가지 음식을 끊고 채식을 시작한다. 그래서 '여덟가지 음식을 금한다'는 뜻의 '저팔계(猪八戒)'라고 불린다
삼장법사와 함께 불경을 구하러 가는 시기에는 위로는 삼장법사와 손오공을 충실히 모시는 충성스러운 모습을 지닌 반면 먹을 것을 밝히는 습성은 조금도 변하지 않았다.
훗날 삼장법사가 불경을 무사히 구한 이후에 저팔계는 그 보상으로 정단사자가 된다. 저팔계는 평소에 먹을 것을 너무 밝혔던 탓에 심부름꾼에 해당되는 신분을 부여받게 되었다. 고우영 화백의 서유기에서는 손오공과 삼장법사를 이간질시켜 결국 삼장법사를 위기에 빠뜨릴(물론 손오공이 다시 나타난 덕분에, 삼장법사는 요괴의 계략으로부터 구출받는다.)만큼 시기심이 많고, 이미 불교신앙으로 욕심을 극복한 사오정과 손오공과는 달리, 석가모니를 뵙기 직전까지도 명예와 재물에 대한 욕심을 버리지 못했기 때문에, 부처가 되지 못하고 정단사자로 임명된 것으로 묘사되어 있다.